# Santa Maria de Roses
|  | Aquest article tracta sobre el monestir benedictí. Si cerqueu l'església parroquial, vegeu «Església de Santa Maria de Roses». |

Santa Maria de Roses fou un monestir benedictí fundat sobre les restes de la ciutat de Rode, a l'antic comtat d'Empúries, dins els límits del bisbat de Girona, situat a l'actual terme municipal de Roses (Alt Empordà). Les seves restes són a l'interior del recinte de l'anomenada Ciutadella de Roses i formen part del Museu de la Ciutadella de Roses. El monestir està inclòs en les disposicions legals de protecció del patrimoni històric que afecten el conjunt del recinte de la Ciutadella de Roses.
El nom del monestir, fins a principis del segle xiv, era Santa Maria de Rodes (Sancta Maria Rodensis, Sancta Maria de Rodis o Sancta Maria de Rodas als documents llatins). A partir d'aquell moment es començà a generalitzar el de Santa Maria de Roses (Sancta Maria de Rosis). Com en el cas de Sant Pere de Rodes, el nom prové del de la serra de Rodes i aquest del de la colònia grega de Rodes.

## Història
Aquest monestir tingué origen en l'església de Santa Maria de Rodes, que fou construïda sobre un temple paleocristià al turó de Santa Maria, el punt més elevat de l'antiga ciutat de Rodes. L'església, que tenia vida monàstica, hauria estat fundada a finals del segle viii o principis del ix per monjos fugitius del monestir de Magrígul, situat a la zona de la vall de Montjoi, a l'extrem de la serra de Rodes, que havia estat destruït pels sarraïns. En aquests primers temps, l'activitat monacal es va veure afectada pels atacs dels pirates sarraïns, que acabaren per anihilar-la.
Durant el segon quart del segle x, la cel·la monàstica de Roses fou reconstruïda gràcies al suport del comte Sunyer I de Barcelona que professà a Sant Pere de Rodes, i el 944 el rei franc Lluís d'Ultramar en declarà o en confirmà la dependència respecte d'aquest monestir. Cap al 960 la comunitat monàstica obtingué la independència respecte del monestir de la Verdera i aviat va esdevenir una abadia important gràcies a la protecció dels comtes emporitans des de Gausfred I, comte d'Empúries i de Rosselló, que hi ostentaven la jurisdicció (des de 1060 compartida amb la canònica de la Seu de Girona a condició de preservar-ne la independència).

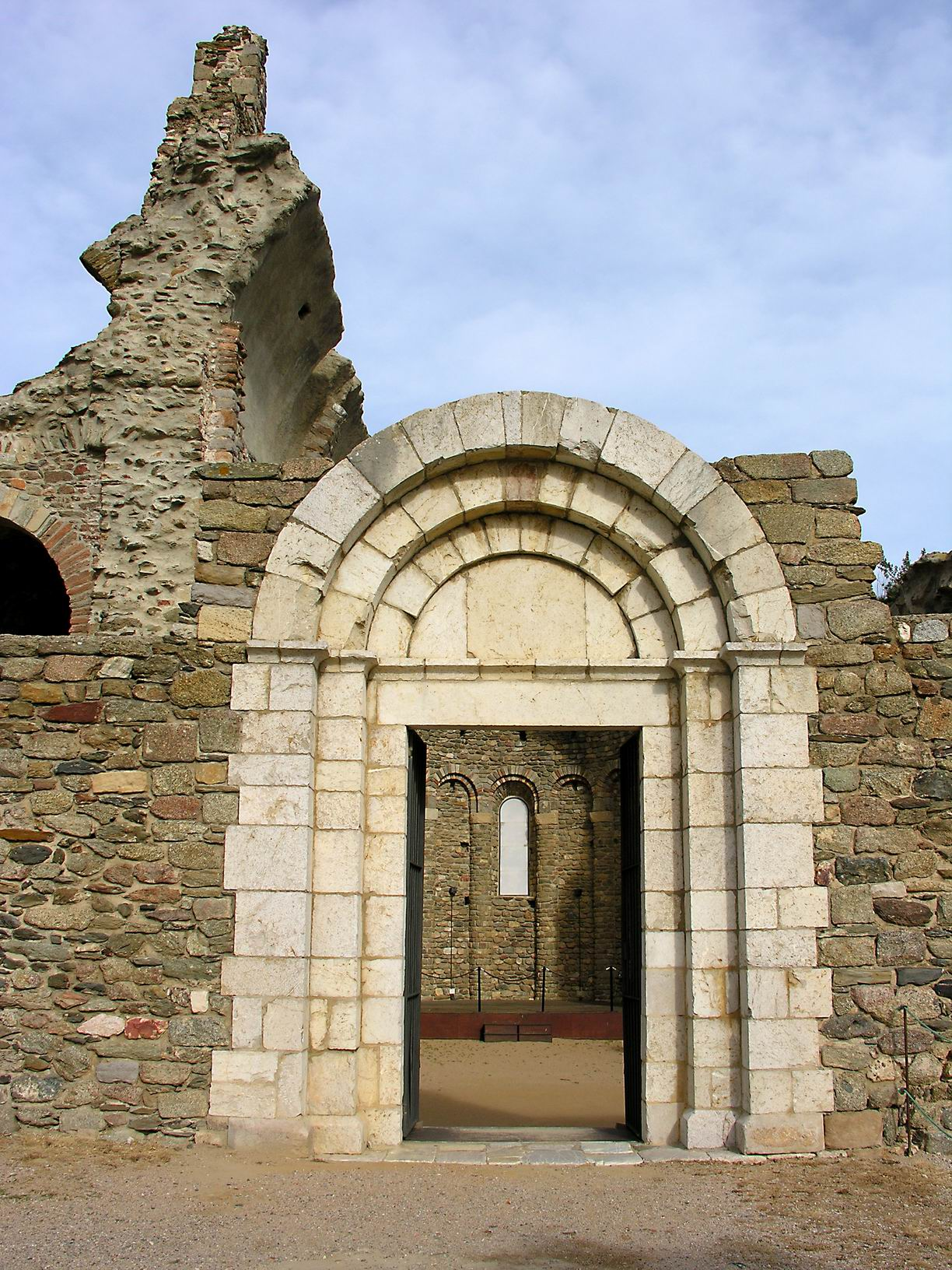
Porta de l'església

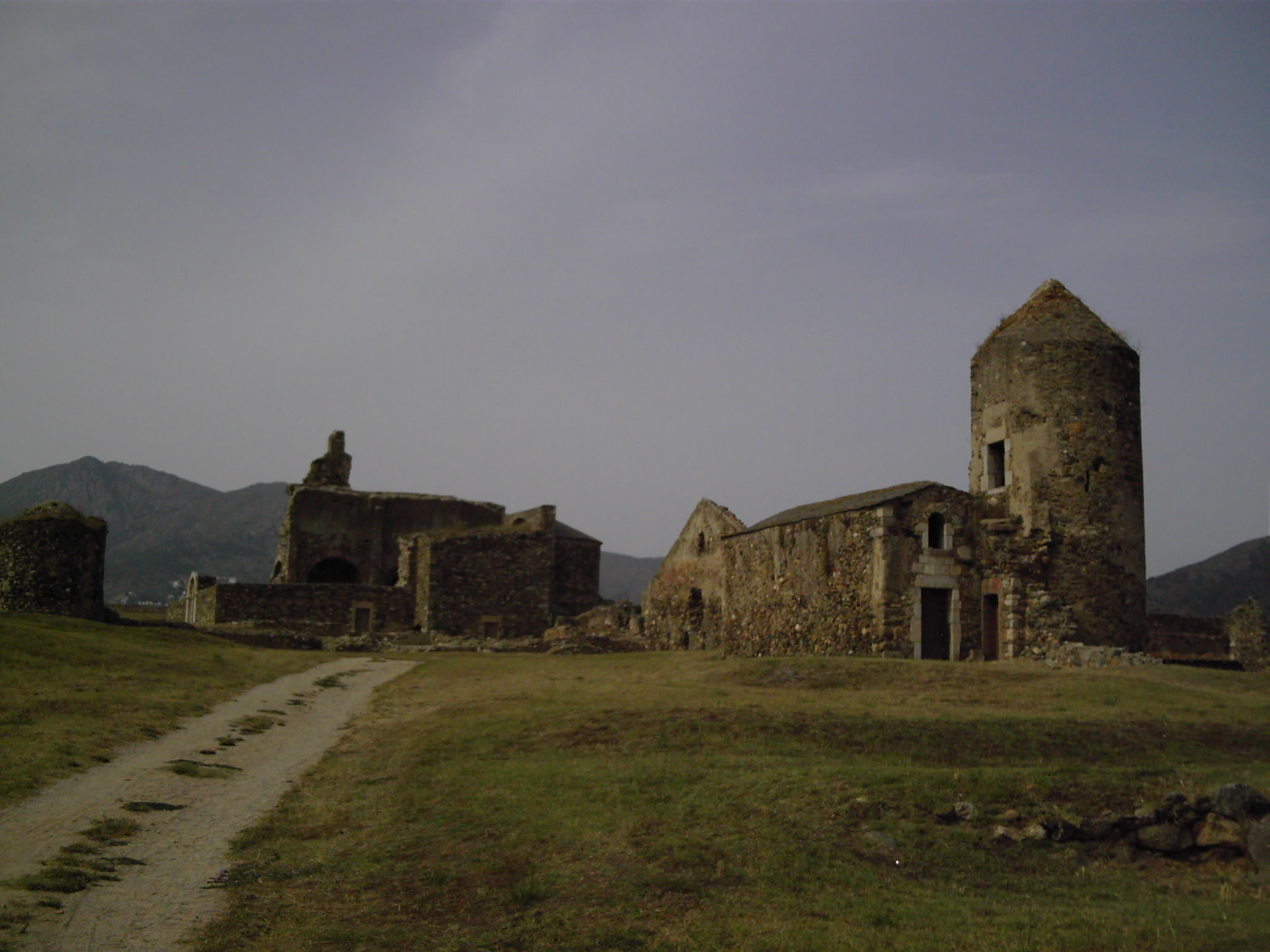

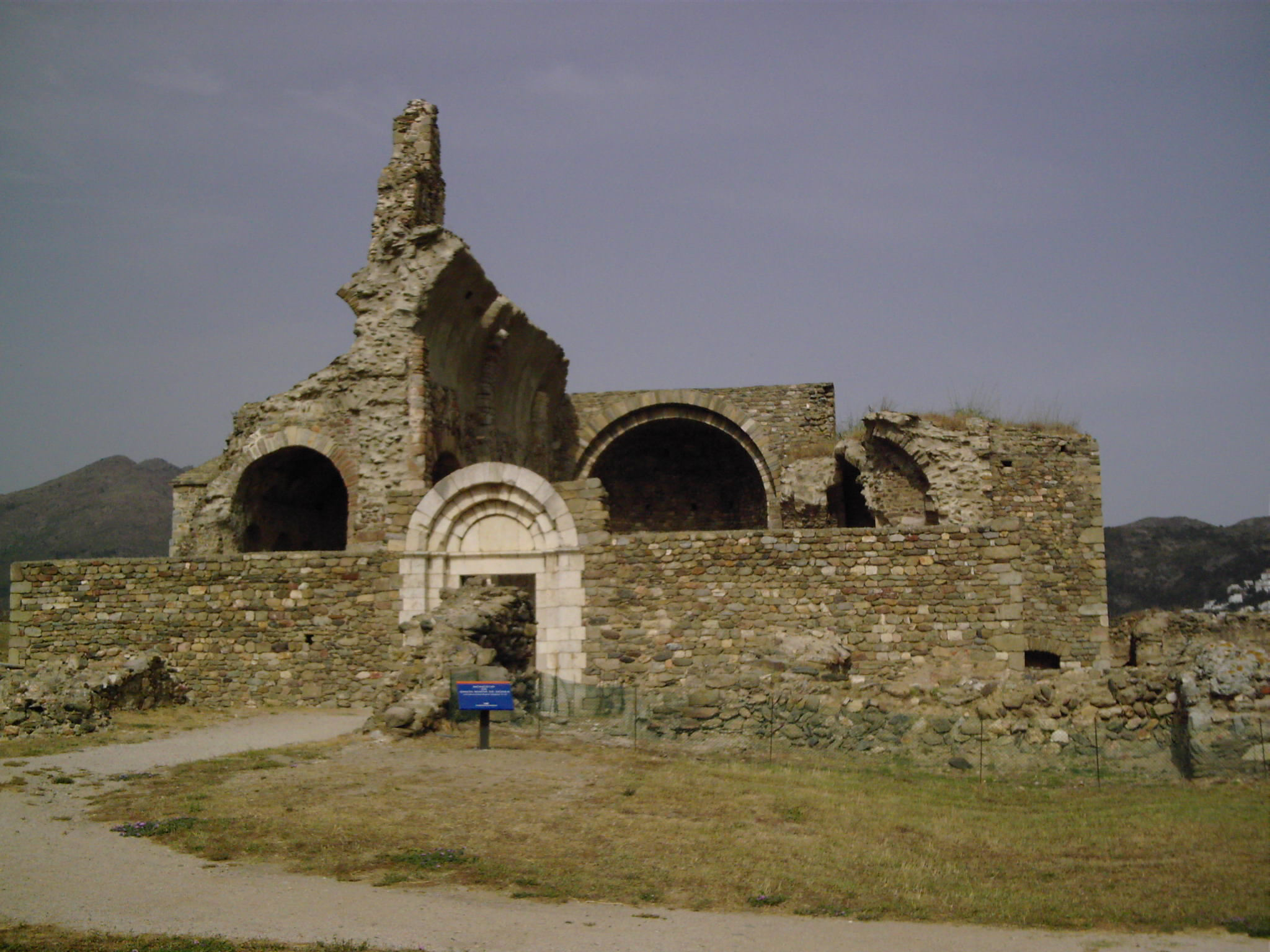

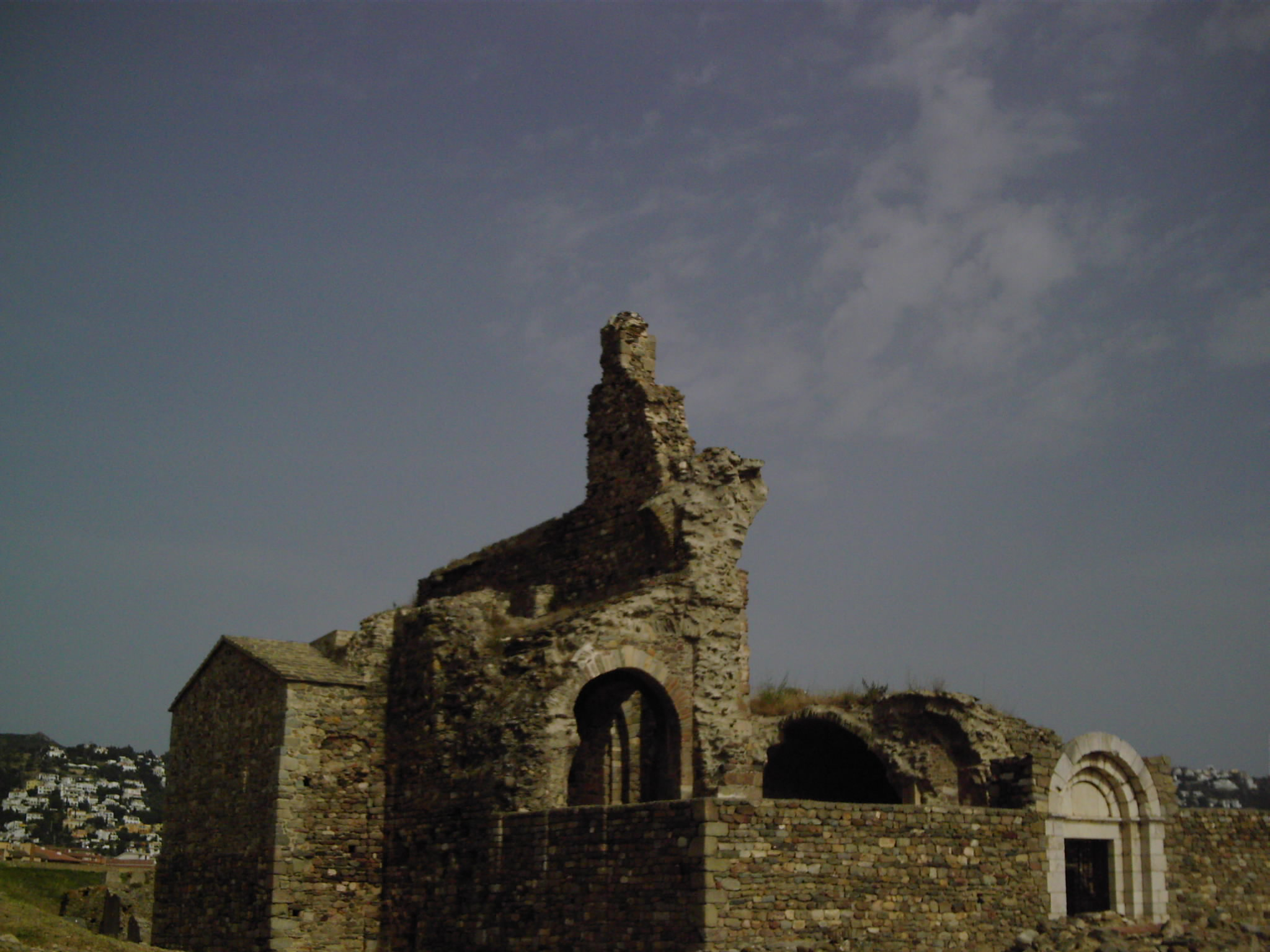

El 976, Gausfred I i el seu fill Sunyer d'Empúries, bisbe d'Elna, van dotar el nou cenobi amb un important conjunt de béns destinat a reforçar la nova fundació: els drets sobre la pesca i els naufragis a l'àrea marítima situada entre el grau de la Muga i la cala Jugadora, port del cap de Creus, les terres situades entre la cala Joncols i el cap Norfeu, esglésies i terres al lloc de Rustià, al vescomtat de Peralada, un molí a Castelló d'Empúries i el lloc de Tonyà, al comtat d'Empúries. Els drets de pesca, especialment, foren una important font d'ingressos, però també de continus litigis amb els pobles de la zona.
Amb el suport dels comtes, es construí una nova església a partir de 1022 (consagrada el 3 de gener de 1053) i es bastí una muralla al voltant del clos monàstic. En els segles següents augmentà el seu patrimoni i al seu voltant i sobre les restes de Rodes sorgí la vila de Roses, encara que els comtes emporitans li'n disputaren el ple domini fins a 1362. En aquesta època fundà els priorats filials de Santa Maria de Penardell, a Pedret i Marzà (1229), que s'extingí a finals del segle xiv, i Santa Maria del Camp, a Garriguella (almenys des de 1306), i posseïa algunes esglésies parroquials de la regió.
La decadència del monestir es va iniciar al segle xv, accentuada per les pestes, les guerres, especialment la Guerra Civil Catalana, la pirateria i els abats comendataris, no residents. A mitjan segle xvi, la vila i el monestir foren protegits per un nou perímetre de muralles (l'anomenada Ciutadella de Roses), construïdes per iniciativa reial, que havien de fer del lloc una de les principals places fortes de Catalunya i de l'imperi dels Habsburg a Europa. En la nova situació, el monarca es feu amb la jurisdicció sobre la vila. La plaça forta va atreure tots els invasors de l'Empordà, amb les consegüents devastacions.
El 1588 la pesta obligà a evacuar el monestir, i fou saquejat. Havent decaigut molt, el 1592 va perdre la independència en ser unit pel papa, com a priorat filial, al monestir de Santa Maria d'Amer. El 1783 el priorat fou suprimit i quedà convertit en simple parròquia. El 1792 fou abandonat pels pocs monjos que encara hi residien i poc després, durant la Guerra Gran, fou destruït pels francesos en el setge de Roses de 1794-1795. La població rosinca fou expulsada del recinte militar, que havia ocupat durant segles, i reinstal·lada extramurs, on fou construïda (a partir de 1792) la nova església de Santa Maria de Roses.

## Arquitectura

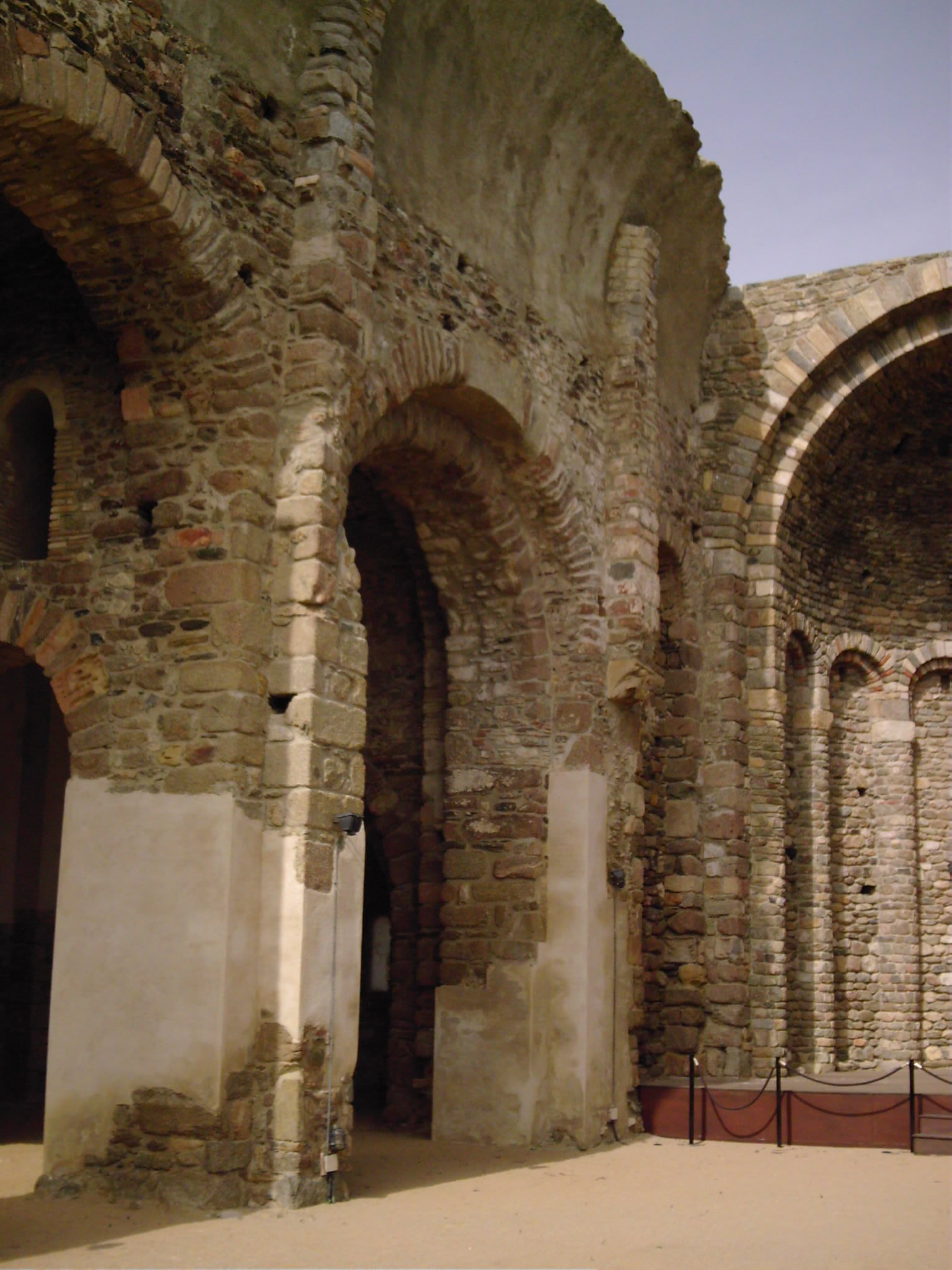
Interior de l'església

L'església del monestir era romànica, pertanyent al primer romànic o romànic llombard. Tenia planta basilical, amb tres naus, transsepte i tres absis, el central de grans dimensions. La coberta, actualment desapareguda, era de volta de canó en la nau central i de volta de quart de cercle en les laterals. Als murs interiors que subsisteixen encara són visibles les faixes llombardes i una sèrie d'arcs cecs. Poden veure's també algunes restes, molt arranades, del claustre, situat a migdia, i d'alguns edificis monacals, i també de la muralla que l'encerclava.
A finals del segle xx es reconstruí l'absis central de l'església i la porta, d'època posterior, i s'emprengueren obres d'excavació i neteja del clos de l'antic monestir. Actualment, les seves restes són visitables, dintre del circuit turístic de la Ciutadella de Roses, i estan protegides per les disposicions legals que afecten aquest conjunt.

## Abaciologi
Llista dels abats del monestir des de la seva constitució com a abadia independent de Sant Pere de Rodes fins a la seva conversió en priorat del de Santa Maria d'Amer. Sobretot en els primers temps, les dates no indiquen el període de govern de cada abat, sovint desconegut, sinó els anys en què apareixen documentats com a tals.
| Núm. | Nom                 | Període    | Ressenya biogràfica |
| ---- | ------------------- | ---------- | --- |
| 1    | Llunesi             | 960?       | Possiblement, primer abat en assolir la independència de Sant Pere de Rodes. |
| 2    | Guifré              | 976        | El 976, important dotació de Gausfred I, comte d'Empúries, i el seu fill Sunyer d'Empúries, bisbe d'Elna.                                                                                         |
| 3    | Sunyer              | 976-995    | |
| 4    | Sunifred            | 1008       | |
| 5    | Adalbert            | 1020-1022  | Es comença a construir una nova església, les ruïnes de la qual subsisteixen. |
| 6    | Ponç                | 1040       | |
| 7    | Ecard               | 1046       | |
| 8    | Ramon Hug           | 1050-1064  | El 1053 consagrà la nova església. El 1060 la comtessa Guisla d'Empúries cedeix part de la jurisdicció sobre el monestir a la catedral de Girona, sota condició de preservar-ne la independència. |
| 9    | Deodat              | 1070-1083  | |
| 10   | Adalbert            | 1093-1095  | |
| 11   | Bernat              | 1109-1111  | |
| 12   | Berenguer           | 1117-1122  | |
| 13   | Bernat              | 1137-1154  | |
| 14   | Guillem             | 1157       | |
| 15   | Pere                | 1157-1167  | |
| 16   | Gaufred             | 1174       | |
| 17   | Guillem de Fortià   | 1177-1205  | |
| 18   | Bernat              | 1211       | |
| 19   | Ramon de Garriga    | 1211-1214  | |
| 20   | Pere de Narbona     | 1217-1228  | |
| 21   | Ponç                | 1228-1229  | Conquesta de Mallorca (1229). El mateix any, fundació del priorat filial de Santa Maria de Penardell, a Pedret i Marzà.                                                                           |
| 22   | Ramon               | 1231       | |
| 23   | Ponç                | 1232-1251  | Conquesta de València (1238). |
| 24   | Berenguer           | 1261-1265  | |
| 25   | Ramon               | 1279-1296  | Primera invasió francesa: la Croada contra la Corona d'Aragó arriba a Roses. |
| 26   | Bernat              | 1296       | |
| 27   | Dalmau de Fortià    | 1304-1318  | El priorat de Santa Maria del Camp, a Garriguella, filial de Santa Maria de Roses almenys des de 1306.                                                                                            |
| 28   | Jaume de Guixà      | 1320-1322  | |
| 29   | Dalmau de Tresvalls | 1322-1348  | La Pesta Negra acabà amb el seu abadiat i delmà les possessions del monestir. |
| 30   | Francesc Gic        | 1348-1362  | Acord de condomini de la vila de Roses amb els comtes d'Empúries (1362). |
| 31   | Arnau               | 1369       | |
| 32   | Francesc de Raset   | 1372       | |
| 33   | Bernat              | 1373-1381  | |
| 34   | Guillem             | 1384       | |
| 35   | Bernat de Pontons   | 1392-1396  | |
| 36   | Bernat Estruç       | 1401       | |
| 37   | Hug de Reixac       | 1416-1426  | |
| 38   | Jaume               | 1428       | |
| 39   | Joan                | 1444-1448  | |
| 40   | Nicolau Desllor     | 1472-1512  | Primer abat després de la Guerra Civil Catalana (1462-1472). |
| 41   | Bernat Desllor      | 1512-1543  | |
| 42   | Joan Ortells        | 1545?-1553 | Construcció de la Ciutadella de Roses. El rei usurpa la jurisdicció sobre la vila de Roses. |
| 43   | Joan Caldes         | 1553-1572  | Últim abat. El 1588 la pesta obligà a evacuar el monestir, que fou saquejat. Annexió a Santa Maria d'Amer el 1592.                                                                                |

## Documentació
Amb l'extinció de l'abadia, el 1592, l'arxiu passà al monestir de Santa Maria d'Amer, on fou consultat per Villanueva i es conservà fins a la desamortització de 1836. Després, la part que en va sobreviure passà, amb el fons d'Amer, a l'Arxiu Diocesà de Girona, on és actualment. Hi destaca un cartoral, amb còpies de documents datats entre el segle x i el segle xiii, i alguns capbreus de les seves possessions.